# Fructose-2,6-bisphosphate
Le fructose-2,6-bisphosphate (Fru-2,6-BP), souvent appelé fructose-2,6-diphosphate, est un composé organique présent dans de très nombreuses cellules vivantes où il joue notamment le rôle d'activateur allostérique de la phosphofructokinase-1 (PFK-1), une enzyme intervenant dans la glycolyse pour convertir le fructose-6-phosphate (Fru-6-P) en fructose-1,6-bisphosphate (Fru-1,6-BP), et d'inhibiteur allostérique de la Fructose-1,6-bisphosphatase une enzyme intervenant dans la néoglucogenèse pour convertir le fructose-1,6-bisphosphate en fructose-6-phosphate. Il fait donc le relais entre la néoglucogenèse et la glycolyse. Il est formé à partir de Fru-6-P par la phosphofructokinase-2, une enzyme elle-même inhibée par le glucagon (qui ralentit la glycolyse et stimule la synthese du glucose dans le foie) via l'AMPc.
Ce puissant stimulateur de la PFK-1 a été découvert par le Professeur Emile Van Schaftingen et ses partenaires (UCLouvain).